# Thailändische Namen
Thailändische Namen sind nach dem gleichen Schema wie westliche Namen aufgebaut: Auf einen individuellen Namen folgt ein Familienname. Dabei wird der Vorname allerdings als wichtiger angesehen als der Familienname. Außerdem haben Thailänder einen Spitznamen, der im Alltag häufig statt des offiziellen Namens verwendet wird.

## Offizielle Namen
Familiennamen wurden erst 1913, während der Herrschaft König Rama VI. (Vajiravudhs), verpflichtend eingeführt. Sie haben nie die Bedeutung erlangt, die sie in westlichen Ländern haben. Auch nicht näher bekannte oder befreundete, ältere und gesellschaftlich höherrangige Personen werden daher stets mit dem Vornamen angeredet. Der Familienname wird selbst in formellen Situationen nie ohne den Vornamen verwendet.
Auch Namenslisten – wie Telefonbücher – sind alphabetisch nach den Vornamen sortiert. Allerdings spielen Anreden, Titel und Ränge eine große Rolle. Die korrekte Anrede bei Personen ohne besonderen Titel oder Rang lautet Khun (thailändisch คุณ, kann für „Herr“ oder „Frau“ stehen), gefolgt vom Vornamen. Hat die Person einen akademischen oder Adelstitel oder militärischen Rang, so ist dieser vor den Vornamen zu setzen.
Die Familiennamen haben sich, anders als beispielsweise im deutschsprachigen Raum, nicht über einen längeren Zeitraum entwickelt, sondern wurden 1913 per Gesetz eingeführt. Für einige hochrangige Familien suchte König Rama VI. selbst einen Namen aus, die übrigen konnten sich einen eigenen Namen aussuchen. Bei der Registrierung wurde darauf geachtet, dass keine Familie einen Namen annahm, der bereits vergeben war. Die Familiennamen sind daher einmalig, es gibt keine besonders häufigen Familiennamen. Personen mit demselben Nachnamen sind mit höchster Wahrscheinlichkeit tatsächlich verwandt. Auch wenn eine Person oder Familie heute einen neuen Nachnamen annehmen möchte, muss sie nachweisen, dass dieser nicht schon verwendet wird.
Sowohl Vor- als auch Familiennamen sind meist nicht aus dem eigentlichen Thai, sondern aus den altindischen Sprachen Sanskrit oder Pali entnommen, die in den buddhistischen Ländern Südostasiens als religiöse, zeremonielle und Gelehrtensprachen fungieren. Sie haben meist eine eulogische, das heißt segnende, positive Eigenschaften oder Glück verheißende, Bedeutung. In vielen Fällen lassen sich Eltern einen passenden Namen (unter Berücksichtigung von Faktoren wie Geburtsdatum und -zeit, Mondphase, Tierkreiszeichen) von einem buddhistischen Mönch vorschlagen. Manche achten außerdem darauf, dass der Anfangsbuchstabe einen schönen Klang oder eine positive Bedeutung hat. Dadurch hat ein erheblicher Teil der Thailänder auch einen einmaligen Vornamen. Vorgeschrieben ist, dass ein Familienname in seiner thailändischen Schreibung nicht mehr als zehn Buchstaben lang ist (dabei zählen allerdings nur die Konsonanten, nicht die Vokale oder Tonzeichen). Längere Namen zu vergeben, ist das Vorrecht des Königs, wenn er eine Person oder Familie besonders auszeichnen möchte.
Wenn einem Familiennamen der Zusatz na (ณ), gefolgt von einem Ortsnamen gegeben wird, bedeutet dies, ähnlich dem deutschen „von“, dass die Familie adliger Abkunft ist (siehe auch: Thailändische Adelstitel). So tragen z. B. entfernte Nachkommen der königlichen Familie den Zusatz na Ayutthaya.
Bis zum Jahr 2004 mussten Frauen bei der Heirat den Familiennamen ihres Mannes annehmen. Seither können sie sich entscheiden, ob sie dies tun oder ihren Mädchennamen behalten wollen. Da viele thailändische Paare nur in einer familiären und religiösen Zeremonie heiraten, dies aber nicht behördlich registrieren lassen, gab es allerdings schon zuvor viele Frauen, die von der Gesellschaft als verheiratet angesehen wurden, dies offiziell aber nicht waren und daher weiter ihren Mädchennamen trugen. Kinder bekommen normalerweise den Familiennamen ihres Vaters, es sei denn, die Eltern entscheiden sich für den Familiennamen der Mutter oder die Mutter ist ledig.

## Spitznamen
Neben dem längeren (oft drei-, manchmal auch viersilbigen) Vornamen, haben alle Thailänder noch einen kürzeren Spitznamen (ชื่อเล่น chue len, wörtlich übersetzt „Spielname“). Dieser wird im Alltag sehr häufig verwendet. In der Familie oder im Freundeskreis wird in der Regel nur der Spitzname verwendet, gegebenenfalls wird die Bezeichnung des Verwandtschaftsverhältnisses (Vater, Mutter, Onkel, Oma, älteres/jüngeres Geschwister) vor den Spitznamen gesetzt. Diese Verwandtschaftsbezeichnungen werden oftmals auch auf Personen übertragen, mit denen man nicht blutsverwandt ist. Viele Thailänder stellen sich bereits bei der ersten Begegnung zusätzlich zu ihrem offiziellen Namen mit ihrem Spitznamen vor und laden den neuen Bekannten ein, sie mit dem Spitznamen anzureden.
Die Spitznamen haben zumeist keinerlei Bezug zum offiziellen Vornamen. Sie sind oftmals gewöhnliche Wörter aus der thailändischen Sprache, wie Tiere, Blumen, Farben, Spielsachen oder körperliche Eigenschaften (zum Beispiel Nu หนู, „Maus“; Mali มะลิ, „Jasmin“; Daeng แดง, „Rot“; Ball บอล; Lek เล็ก, „Klein“). Mehrsilbige Spitznamen können nochmals verkürzt werden (z. B. Tukkata ตุ๊กตา, „Puppe“ zu Tuk ตุ๊ก). Manchmal wird aber auch schlicht eine Abkürzung des offiziellen Vornamens verwendet (z. B. Chai ชัย für Phonchai พรชัย). In neuerer Zeit haben sich auch englischsprachige Wörter oder Namen als Spitznamen eingebürgert (z. B. James, Golf, Mint), deren Aussprache allerdings dem Thailändischen angepasst wird (vergleiche Tinglish). Manche Spitznamen werden das ganze Leben lang beibehalten, eine Person kann aber auch im Verlauf des Lebens neue Spitznamen bekommen. Einige Thailänder haben mehrere Spitznamen, die sie in verschiedenen Situationen verwenden, beispielsweise einen in der Familie, einen anderen im Freundes- oder Kollegenkreis.
Selbst ältere oder höherrangige Personen können jüngere Bekannte oder Untergebene einladen, sie mit ihrem Spitznamen anzusprechen, dann wird der gesellschaftliche Titel oder Rang vor den Spitznamen gestellt. Prominente Schauspieler, Popsänger und andere Figuren des Show- und Unterhaltungsgeschäfts werden in den Medien üblicherweise mit ihrem Spitznamen und ihrem offiziellen Vornamen bezeichnet, um sie von anderen Personen mit demselben Spitznamen zu unterscheiden. In Boulevardzeitungen werden zum Teil sogar Politiker oder hochrangige Militärs mit ihrem Titel und Spitznamen bezeichnet (z. B. Nayok Pu ‘นายกฯ ปู’, „Premier Krebs“ für Yingluck Shinawatra oder Big Tu ‘บิ๊กตู่’ für General Prayut Chan-o-cha).

## Sonderfälle
Die große Gruppe der chinesischstämmigen Thailänder behielt zunächst ihre chinesischen Familiennamen bei. Im Rahmen der Thaiisierungspolitik der Jahre 1938 ff. mussten sie allerdings „thailändische“ (d. h. eigentlich indische) Namen annehmen. Dabei versuchten sie oft, ihre angestammten Namen zu übersetzen, oder neue Namen zu kreieren, in denen ihr chinesischer Familienname vorkam. Aufgrund der Vorschrift, dass jede Familie einen einmaligen Namen haben muss, nahmen sie oftmals besonders lange Namen an.
Mitglieder der Königsfamilie haben besondere Namen, die sich nicht nach den Regeln für Bürgerliche richten, siehe dazu Thailändische Adelstitel. Bis zum Ende der absoluten Monarchie 1932 bekamen auch aus dem Bürgertum stammende höhere Beamte und Militärs vom König nichterbliche feudale Ehrentitel und -namen als Zeichen ihres gesellschaftlichen Status und zur Anerkennung ihrer Verdienste verliehen. Im Jahr 1942 wurden diese Verdienstadelstitel (Khun, Luang, Phra, Phraya, Chao Phraya) endgültig abgeschafft. Viele Politiker, höhere Beamte und Militärs machten dann aber ihren bisherigen Ehrennamen zu ihrem Familiennamen. So wurde z. B. aus Luang Phibunsongkhram (bürgerlich Plaek Khittasangkha) Plaek Phibunsongkhram oder aus Luang Wichitwathakan (bürgerlich Kimliang Watthanaparuda) Wichit Wichitwathakan.

## Kuriosa
Thai Airways hat 2018 einen Passagier zunächst extra zahlen lassen, weil er einen langen Nachnamen hatte. Das Onlineformular erlaubte nur 25 Zeichen, so dass die Namen auf den Tickets seiner Familie nicht mit denen auf den Pässen übereinstimmten. Daher wurde eine nachträgliche Änderung notwendig, für die der Fluggast umgerechnet 79 Euro bezahlen musste. Später entschuldigte sich die Fluggesellschaft jedoch und kündigte eine Rückerstattung an.